# Траоре, Джими
Джи́ми Траоре́ (фр. Djimi Traoré; род. 1 марта 1980, Лаваль, Франция) — малийский футболист. Наиболее известен по выступлениям за английский «Ливерпуль», с которым в 2005 году выиграл Лигу чемпионов.

## Карьера
Джими Траоре начинал свою карьеру «Лавале», клубе из его родного города. В феврале 1999 года Жерар Улье за 500 тысяч фунтов выкупил трансфер Джими, и Траоре перешёл в «Ливерпуль». В мерсисайдской команде Джими не стал игроком основного состава и сезон 2001/2002 годов провёл в аренде в «Лансе», однако на будущий год он «воспользовался» травмой Стефана Аншо, отыграв целый сезон вместо швейцарского защитника.
Последний сезон Улье у руля команды Траоре провёл, выступая за резервы, и в 2004 году едва не перешёл в стан соседей и злейших врагов «Ливерпуля» из «Эвертона», однако всё же решил остаться. При новом наставнике «Ливерпуля» Рафаэле Бенитесе Джими вновь вернулся в основной состав команды. Тем не менее, он неоднократно подвергался критике за плохой выбор позиции и глупые ошибки. Так, например, в матче третьего квалификационного раунда Кубка Англии 2004/2005 годов в матче против «Бернли» Траоре повторил «финт Зидана» в собственной штрафной площади и внёс мяч в ворота «Ливерпуля». Этот гол так и остался единственным в матче, благодаря чему его команда уступила своему более скромному сопернику и покинула турнир.
Однако Траоре оставался регулярным игроком первого состава и принял участие в финальном матче Лиги чемпионов против «Милана». Первый тайм ему не удался — именно Траоре нарушил правила на первой минуте игры, в результате чего «Милан» получил право на штрафной удар, с которого Паоло Мальдини открыл счёт. Однако во втором тайме Траоре стал действовать гораздо увереннее, в частности, вынеся мяч с линии ворот после удара Андрея Шевченко. Итогом матча стала победа «Ливерпуля», а Траоре стал первым малийским футболистом, который выиграл Лигу чемпионов.
В сезоне 2005/2006 годов Траоре оказался вытесненным из состава Йоном-Арне Риисе и Стивеном Уорноком, а потому летом он решил покинуть клуб и 8 августа 2006 года за два миллиона фунтов перешёл в «Чарльтон». Дебют в новой команде Джими не удался — в матче против «Вест Хэм Юнайтед» он получил две жёлтые карточки и был удалён. Это стало пятым за восемь лет удалением игрока «Чарльтона» в первом же матче сезона. Вскоре Джими получил травму, которая ещё больше ухудшила его положение в клубе. После полугода в команде Джими получил от Алана Пардью разрешение искать себе новый клуб. Он выбрал «Портсмут», с которым подписал контракт на два с половиной года. Джими сыграл за «Портсмут» в 9 оставшихся матчах сезона, но в следующем году появился на поле лишь трижды, а потому в январе 2008 года он перешёл на правах аренды во французский «Ренн». 10 февраля 2009 года Траоре отправился в экстренную трёхмесячную аренду в «Бирмингем Сити».
18 июня 2009 года Траоре перешёл в «Монако», подписав двухлетний контракт.
17 августа 2011 года Траоре перешёл по свободному трансферу в «Марсель». По окончании сезона 2011/12 покинул «Марсель» в связи с истечением срока контракта.
23 февраля 2013 года Траоре подписал контракт с клубом MLS «Сиэтл Саундерс». За американский клуб дебютировал 6 марта в первом матче четвертьфинала Лиги чемпионов КОНКАКАФ 2012/13 против мексиканского «Тигрес УАНЛ». В ответном матче 12 марта забил свой первый гол за «Саундерс». В MLS дебютировал 16 марта в матче против «Портленд Тимберс». 8 мая в матче против «Спортинга Канзас-Сити» забил свой первый гол в MLS. По окончании сезона 2014 «Сиэтл Саундерс» не стал продлевать контракт с Траоре.
В 2015 году работал ассистентом главного тренера «Сиэтл Саундерс 2». Перед сезоном 2016 стал ассистентом главного тренера первой команды «Сиэтл Саундерс». 12 августа 2021 года Траоре покинул «Саундерс», чтобы продолжить карьеру в Европе.

## Достижения
Ливерпуль
- Победитель Лиги чемпионов (1): 2004/05
- Обладатель Кубка Англии (2): 2000/01, 2005/06
- Обладатель Кубка УЕФА (1): 2000/01
- Обладатель Кубка Лиги (2): 2000/01, 2002/03
- Обладатель Суперкубка УЕФА (1): 2001
- Обладатель Суперкубка Англии (1): 2001

Марсель
- Обладатель Кубка французской лиги (1): 2011/12

Сиэтл Саундерс
- Победитель Supporters’ Shield (1): 2014

## Статистика
| Клуб          | Сезон   | Премьер-лига | Премьер-лига | Кубок Англии  | Кубок Англии  | Кубок Лиги | Кубок Лиги | Европа | Европа | Другие | Другие | Всего | Всего |
| Клуб          | Сезон   | Игры         | Голы         | Игры          | Голы          | Игры       | Голы       | Игры   | Голы   | Игры   | Голы   | Игры  | Голы  |
| ------------- | ------- | ------------ | ------------ | ------------- | ------------- | ---------- | ---------- | ------ | ------ | ------ | ------ | ----- | ----- |
| Портсмут      | 2006-07 | 3            | 0            | 0             | 0             | 0          | 0          | 0      | 0      | 0      | 0      | 3     | 0     |
| Чарльтон      | 2006-07 | 11           | 0            | 1             | 0             | 1          | 0          | 0      | 0      | 0      | 0      | 13    | 0     |
| Ливерпуль     | 2005-06 | 14           | 0            | 2             | 0             | 1          | 0          | 5      | 0      | 1      | 0      | 23    | 0     |
| Ливерпуль     | 2004-05 | 26           | 0            | 1             | 0             | 5          | 0          | 10     | 0      | 0      | 0      | 42    | 0     |
| Ливерпуль     | 2003-04 | 7            | 0            | 0             | 0             | 2          | 0          | 2      | 1      | 0      | 0      | 11    | 1     |
| Ливерпуль     | 2002-03 | 32           | 0            | 2             | 0             | 3          | 0          | 11     | 0      | 1      | 0      | 49    | 0     |
| Клуб          | Сезон   | Лига 1       | Лига 1       | Кубок Франции | Кубок Франции | Кубок Лиги | Кубок Лиги | Европа | Европа | Другие | Другие | Всего | Всего |
| Клуб          | Сезон   | Игры         | Голы         | Игры          | Голы          | Игры       | Голы       | Игры   | Голы   | Игры   | Голы   | Игры  | Голы  |
| Ланс (аренда) | 2001-02 | 19           | 0            | 0             | 0             | 1          | 0          | 0      | 0      | 0      | 0      | 20    | 0     |
| Клуб          | Сезон   | Премьер-Лига | Премьер-Лига | Кубок Англии  | Кубок Англии  | Кубок Лиги | Кубок Лиги | Европа | Европа | Другие | Другие | Всего | Всего |
| Клуб          | Сезон   | Игры         | Голы         | Игры          | Голы          | Игры       | Голы       | Игры   | Голы   | Игры   | Голы   | Игры  | Голы  |
| Ливерпуль     | 2001-02 | 0            | 0            | 0             | 0             | 0          | 0          | 1      | 0      | 0      | 0      | 1     | 0     |
| Ливерпуль     | 2000-01 | 8            | 0            | 0             | 0             | 1          | 0          | 3      | 0      | 0      | 0      | 12    | 0     |
| Ливерпуль     | 1999-00 | 0            | 0            | 0             | 0             | 2          | 0          | 0      | 0      | 0      | 0      | 2     | 0     |
| Ливерпуль     | 1998-99 | 0            | 0            | 0             | 0             | 0          | 0          | 0      | 0      | 0      | 0      | 0     | 0     |
| Клуб          | Сезон   | Лига 2       | Лига 2       | Кубок Франции | Кубок Франции | Кубок Лиги | Кубок Лиги | Европа | Европа | Другие | Другие | Всего | Всего |
| Клуб          | Сезон   | Игры         | Голы         | Игры          | Голы          | Игры       | Голы       | Игры   | Голы   | Игры   | Голы   | Игры  | Голы  |
| Лаваль        | 1998-99 | 4            | 0            | 0             | 0             | 0          | 0          | 0      | 0      | 0      | 0      | 4     | 0     |
| Лаваль        | 1997-98 | 1            | 0            | 0             | 0             | 0          | 0          | 0      | 0      | 0      | 0      | 1     | 0     |
| Всего         |         | 125          | 0            | 6             | 0             | 16         | 0          | 32     | 1      | 2      | 0      | 181   | 1     |